# بانک کلایدسدیل
بانک کلایدسدیل (انگلیسی: Clydesdale Bank) شرکت خدمات مالی و بانکداری اسکاتلندی است، که در سال ۱۸۳۸ تأسیس شد.